# NK Neretva Čeljevo 2020
NK Neretva Čeljevo 2020 je bosanskohercegovački nogometni klub iz Čeljeva kod Čapljine.

## Povijest
Klub je osnovan 1950. godine. Tijekom 1990-ih su igrali u Drugoj nogometnoj ligi Herceg-Bosne. U sezoni 1997./98. Neretva je postala prvak lige RNS Ramsko-neretvansko-humskog.
Početkom 2000-ih igraju u Drugoj ligi FBIH – Centar 2. Igrali su u prvoj sezoni Druge lige FBiH – Jug u kojoj su osvojili 16. mjesto. 
Nakon nekoliko godina neaktivnosti i formalno prestaju postojati 2017. godine. Tijekom 2020. klub obnavlja rad pod nazivom NK Neretva Čeljevo 2020. Od sezone 2021./22. natječu se u 1. županijskoj ligi. 

## Pregled plasmana po sezonama
| Sezona    | Rang | Liga                   | Plasman | Izvori |
| --------- | ---- | ---------------------- | ------- | ------ |
| 2021./22. | IV.  | 1. županijska liga HNŽ | 2.      | [ 4 ]  |
| 2022./23. | IV.  | 1. županijska liga HNŽ | 6.      | [ 5 ]  |
| 2023./24. | IV.  | 1. županijska liga HNŽ | 6.      | [ 6 ]  |
| 2024./25. | IV.  | 1. županijska liga HNŽ | 1.      |        |